# Blue Öyster Cult
 (транскр.  Блу ојстер калт) америчка је рок и хард рок група основана 1967. У почетку је група фигурирала као прогресивни рок бенд. Након неколико успешних албума објављених 70-их година, популарност групе је почела да опада пред најездом нових и амбициозних хеви метал група. Група је позната по хитовима као што су: „(Don't Fear) The Reaper“, „Burnin' for You“, „“, „“, „“, „Astronomy“, „This Ain't the Summer of Love“. Албуми бенда продати су широм света у преко 24 000 000 примерака, од чега 7 000 000 у САД.

## Каријера

### Почеци
Почеци групе сежу у касне 60-године и везани су за Лонг Ајленд (Њујорк). Бубњар Алберт Бушард и гитариста Бак Дарма су у то време заједно студирали на колеџу -{Clarkson-} и свирали у групи Disciples. Бушард је такође био члан групе The Lost and Found, где је упознао Ерика Блума, будућег певача и гитаристу групе „Блу ојстер калт“. Током једног боравка у Чикаго, Бушард је упознао песникињу, уметницу и будућу панк певачицу Пети Смит. У међувремену, Бак Дарма се спријатељио са Сендијем Перлманом, уредником у то време утицајног рок часописа Crawdaddy те са Ричардом Мелцером. По повратку из Чикага, Бушард је оформио бенд Soft White Underbelly. Перлман и Мелцер су фигурирали као продуценти и менаџери групе, те као текстописци и композитори.

### Седамдесете
У групу су убрзо дошли клавијатуриста Ален Ланир, певач и гитариста Ерик Блум и Бушардов млађи брат Џо као басиста. Лоше критике након првог њујоршког концерта на отвореном натерале су чланове групе да почну трагати за новим именом, па је бенд назван „Оаксака“, а потом „Сток фор рест“. Снимили су и један албум за издавачку кућу Elektra Records, али тај албум никада није био објављен. Крајем 1970. потписали су уговор са кућом Columbia Records, што се касније испоставило као добар потез. Дебитантски албум под називом објављен је 1972, након чега је и назив групе промењен у Блу ојстер калт. Већину песама на албуму написали су Перлман и Мелцер. Перлман је радио као копродуцент са Мури Крагменом. Овај тим иза сцене је остао непромењен више од једне деценије. У овом периоду усвојен је и лого бенда, црни симбол Кроноса или Сатурна на белој површини. Таква митолошки базирана иконографија ће бити копирана од стране великог броја будућих хеви метал бендова. Бенд је наступао на концертима као предгрупа Алис Купера ране 1970. године. У времену између турнеја, бедн је снимио један број албума, Tyranny and Mutation и Secret Treaties. Уживо снимак On Your Feet or On Your Knees објављен је фебруара 1975. године. Албум из 1976. године, Agents of Fortune, садржи наизглед злонамерне поруке, у песми „(Don't Fear) The Reaper“. Ову песму неки критичари су прогласили као самоубилачку поруку. Ипак, до јесени 1976. године албум је продат у више од милион копија, и задржавао се на топ-листама у периоду од 35 недеља. Бенд је пратио успех албума Agents of Fortune који се проширио и на албум Spectres, издат касне 1970. године. Песма коју је написао Розер, „Godzilla“, постала је светски хит. Током турнеје за снимљене албуме бенд је пратио и толико јак ласерски шоу и спектакл на наступима да су се појавиле приче како су неки фанови ослепели на њиховим концертима. Та технологија је коштала близу половине милиона долара, а неке концертне арене нису дозвољавале инсталације ласерске опреме. Бенд је касније одустао од ласерске технологије. Убрзо је изашао још један албум уживо, Some Enchanted Evening, након чега је бенд отпутовао у Калифорнију, на снимање новог студијског албума. Албум , издат јуна 1979. године, био је први албум који нису продуцирали Перлман и Крегман. Бенд је наступао са Блек Сабатом неколико пута у турнеји под називом „Black and Blue-“ (црно и плаво), када је настао концертни филм под називом „Burnin' for You“.

### Осамдесете
Након овога, ствари су почеле да иду низбрдном путањом. Бубњар Алберт Бушард се није појавио на турнетији по Енглеској; заменио га је Рик Дауни. Већина концерата снимљено је за нови албум уживо, Extraterrestrial Live, објављен 1982. године, као и The Revolution by Night, октобра 1983. године. Рик је напустио бенд 1985. године након чега су уследиле нове промене унутар бенда. У доба снимања албума Club Ninja, 1986. године, бенд су напустили и Џо Бушард и Ален Ланир. Албум , издат 1988. године би требало да буде последњи студијски албум. Тема албума истражује идеју да су тзв. тајанствене снаге изазвале Први светски рат. Овај албум ће на крају бито означен од мноштва фанова као соло пројекат Алберта Бушарда. Бушард се на кратко вратио постави бенда током 1985. године, као и Ален Ланир на трајно следеће године. Али оригинални бубњар је поново прекинуо односе са бившим члановима бенда, као и дугогодишњим продуцентом Перлманом. Претпоставља се да постоји веза између теме са албума Imaginos и радова писца научне фантастике из раног 20. века (Хауард Филипс Ловкрафт), као и веза са хорор писцем Стивеном Кингом. Када је Кинг покушао да добије дозволу за коришћење песме „(Don't Fear) The Reaper“ за музичку тему његове мини-серије „The Stand“, уговорни спор резултовао је албумом Cult Classic из 1994. године, који је био компилација прерађених хитова бенда. Промене у саставу бенда средином осамдесетих година резултовале су дуго нерешеним уговорним проблемима са издавачком кућом. Током деведесетих година бенд је готово непрекидно имао турнеје за пуних 11 година.

## Наслеђе
Због свог јединственог звука и разноврсности, Блу Ојстер Калт је имао утицај на мноштво модерних бендова који су развили пуно жанрова, и они су често виђени као пионири неколико различитих стилова рок музике која је обележила осамдесете и деведесете године. Многи хеви метал бедови су цитирали Блу Ојстер Калт као примарни утицај. Бендови Металика и Ајст Ерт су прерађивали њихове песме у студијским издањима, као и на концертним наступима. Песма „(Don't Fear) The Reaper“ је такође била прерађивана од стране мноштва бендова као што су Еванесенс, Гу Гу Долс, Бјутифул Саут, Вилко и ХИМ.

## Оригинална постава
- Ерик Блум, соло гитара, вокал
- Бак Дарма, соло гитара, вокал
- Ален Ланир, клавијатуре, гитара
- Џо Бушард, бас гитара, вокал
- Алберт Бушард, бубњеви, вокал

## Бивши чланови

### Бас
- Џо Бушард (1970–1986)
- Џон Роџерс (1987–1995)
- Грег Смит 1995
- Дани Миранда (1995–2004)

### Бубњеви
- Алберт Бушард (1970–1981, 1985-калифорнијска турнеја)
- Рик Дауни (1981–1984)
- Томи Прајс (1985)
- Џими Вилкокс (1985–1987)
- Рон Ридл (1987–1991)
- Чак Берџи (1991–1992, 1992-1995, 1996-1997)
- Џон Мичели (1992, 1995)
- Џон О'Рајли (1995–1996)
- Боби Рондинели (1997–2004)

### Клавијатуре
- Томи Звончек (1985–1997)
- Касим Салтон (1998)

### Гитара
- Ал Питрели (1999)

## Дискографија
| Назив                                                               | Година | US  | US Mainstream Rock | UK |
| ------------------------------------------------------------------- | ------ | --- | ------------------ | -- |
| Студијски албуми                                                    |        |     |                    |    |
| Blue Öyster Cult                                                    | 1972   | 172 | -                  | -  |
| Tyranny and Mutation                                                | 1973   | 122 | -                  | -  |
| Secret Treaties                                                     | 1974   | 53  | -                  | -  |
| Agents of Fortune                                                   | 1976   | 29  | -                  | 26 |
| Spectres                                                            | 1977   | 43  | -                  | 60 |
| Mirrors                                                             | 1979   | 44  | -                  | 46 |
| Cultösaurus Erectus                                                 | 1980   | 34  | -                  | 12 |
| Fire of Unknown Origin                                              | 1981   | 24  | -                  | 29 |
| The Revölution by Night                                             | 1983   | 93  | -                  | 95 |
| Club Ninja                                                          | 1986   | 63  | -                  | -  |
| Imaginos                                                            | 1988   | 122 | -                  | -  |
| Heaven Forbid                                                       | 1998   | -   | -                  | -  |
| Curse of the Hidden Mirror                                          | 2001   | -   | -                  | -  |
| St. Cecilia: The Elektra Recordings (1970. као Stalk-Forrest Group) | 2001   | -   | -                  | -  |
| Концертни албуми                                                    |        |     |                    |    |
| On Your Feet or on Your Knees                                       | 1975   | 22  | -                  | -  |
| Some Enchanted Evening                                              | 1978   | 44  | -                  | 18 |
| Extraterrestrial Live                                               | 1982   | 29  | -                  | 39 |
| Live 1976                                                           | 1994   | -   | -                  | -  |
| A Long Day's Night                                                  | 2002   | -   | -                  | -  |
| Музика у филмовима                                                  |        |     |                    |    |
| Хеви метал                                                          | 1981   | -   | -                  | -  |
| Bad Channels                                                        | 1992   | -   | -                  | -  |
| "Камено доба"                                                       | 1994   | -   | -                  | -  |
| "Ноћ вештица"                                                       | 1978   | -   | -                  | -  |
| Музика у видео-играма                                               |        |     |                    |    |
| Ripper                                                              | 1996   | -   | -                  | -  |
| Guitar Hero                                                         | 2005   | -   | -                  | -  |
| Prey                                                                | 2006   | -   | -                  | -  |
| True Crime: New York City                                           | 2006   | -   | -                  | -  |
| Guitar Hero III: Legends of Rock                                    | 2007   | -   | -                  | -  |
| Rock Band                                                           | 2007   | -   | -                  | -  |
| Shaun White Snowboarding                                            | 2008   | -   | -                  | -  |
| Guitar Hero: Smash Hits                                             | 2009   | -   | -                  | -  |
| Компилације                                                         |        |     |                    |    |
| Career of Evil: The Metal Years                                     | 1990   | -   | -                  | -  |
| On Flame with Rock and Roll                                         | 1990   | -   | -                  | -  |
| Workshop of the Telescopes (сет од 2 DVD-а)                         | 1995   | -   | -                  | -  |
| Super Hits                                                          | 1998   | -   | -                  | -  |
| Don't Fear the Reaper: The Best of Blue Öyster Cult                 | 2000   | -   | -                  | -  |
| The Essential Blue Öyster Cult                                      | 2003   | -   | -                  | -  |
| Синглови на топ-листама                                             |        |     |                    |    |
| "(Don't Fear) The Reaper"                                           | 1976   | 12  | -                  | 16 |
| "In Thee"                                                           | 1979   | 74  | -                  | -  |
| "Burnin' for You"                                                   | 1981   | 40  | 1                  | -  |
| "Joan Crawford"                                                     | 1981   | -   | 49                 | -  |
| "Roadhouse Blues"                                                   | 1982   | -   | 24                 | -  |
| "Shooting Shark"                                                    | 1983   | 83  | 16                 | -  |
| "Take Me Away"                                                      | 1983   | -   | 11                 | -  |
| "Dancin' In The Ruins"                                              | 1986   | -   | 9                  | -  |
| "Astronomy"                                                         | 1988   | -   | 12                 | -  |